# Patrick Christopher
Patrick Christopher, né le 3 juin 1988 à Artesia, en Californie est un joueur américain de basket-ball.

## Palmarès
- Joueur du mois d'avril 2012 de Pro A 2011-2012[1]